# Saint-Bonnet-de-Montauroux
Saint-Bonnet-de-Montauroux (okcitán nyelven Sant Bonet de Montaurós) korábbi község Franciaország déli részén, Lozère megyében. 2011-ben 117 lakosa volt.
2017. január 1-jén Laval-Atger korábbi községgel egyesült és az így létrejött Saint Bonnet-Laval új község része lett.

## Fekvése
Saint-Bonnet-de-Montauroux a Margeride-hegység keleti oldalán fekszik, Grandrieu-től 11 km-re északkeletre, 820 méteres (a községterület 729-1180 méteres) tengerszint feletti magasságban, Lozère és Haute-Loire megye határán; a Grandrieu patak bal partján, mely a község területén, Chapeauroux településnél ömlik az Allier folyóba. A községterület 25%-át (537 hektár) erdő borítja.
Északról Saint-Christophe-d’Allier, keletről Saint-Haon és Rauret, délről Fontanes és Auroux, délnyugatról Laval-Atger, nyugatról pedig Saint-Symphorien községekkel határos. Keleti határát az Allier folyó alkotja.
A községhez tartozik Tresbos, Le Monteil, Ligeac, Condres, Chapeauroux és Le Poux.

## Története
Az ókorban két fontos római út, a Via Agrippina és a Via Regordane kereszteződésénél alakult ki Condate település, melynek nevét a középkorban a Chapeauroux völgye fölé magasodó Condres vára örökölte. A község utónevét a közeli Montauroux váráról kapta, melynek uradalmához a középkorban tartozott. Az Allier szurdokvölgye a történelmi Gévaudan és Vélay tartományok határát alkotta.

### Demográfia
| Év   | Lakosság |
| ---- | -------- |
| 1793 | 500      |
| 1851 | 536      |
| 1876 | 570      |
| 1901 | 679      |
| 1936 | 455      |

| Év   | Lakosság |
| ---- | -------- |
| 1946 | 414      |
| 1954 | 317      |
| 1962 | 279      |
| 1968 | 262      |

| Év   | Lakosság |
| ---- | -------- |
| 1975 | 228      |
| 1982 | 220      |
| 1990 | 146      |
| 1999 | 128      |
| 2010 | 124      |

## Nevezetességei
- Condres várkastély - a 12. századi eredetű várat a 16-17. században reneszánsz kastéllyá építették át.[4]
- Chapeauroux viadukt - az Allier szurdokvölgyében haladó vasútvonal a Champerboux-patak torkolata közelében 1870-ben épített hétívű viadukton halad át.[5]
- A Saint-Bonnet-templom a 12-13. században épült román stílusban.
- Bout du Monde-híd - római eredetű
- A templom mellett 15. századi vaskereszt áll.[6]

## Kapcsolódó szócikk
- Lozère megye községei